# Brunfelsia cuneifolia
Brunfelsia cuneifolia är en potatisväxtart som beskrevs av Johann Anton Schmidt. Brunfelsia cuneifolia ingår i släktet Brunfelsia och familjen potatisväxter. Inga underarter finns listade i Catalogue of Life.